# مقياس ارتفاع النطاق

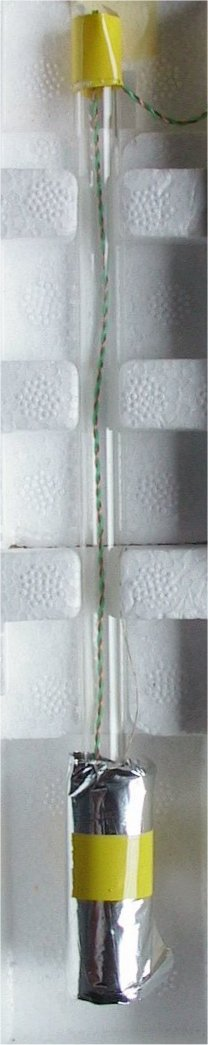

مقياس ارتفاع النطاق أو الهيبسومتر هو أداة لقياس الطول أو الارتفاع. يمكن استخدامه في مجالين مختلفين: علم المثلثات والضغط الجوي.
يسمح مقياس الهيبسومتر البسيط بقياس ارتفاع مبنى أو شجرة المُمكنة عن طريق الرؤية عبر المسطرة من القاعدة إلى الجزء العلوي من الجسم الذي يتم قياسه. مقاييس الهيبسومتر الحديثة تستخدم مزيج من مقدر المسافات الليزري ومقياس الميل لقياس المسافات إلى أعلى وأسفل في حال القياسيات الكبيرة.